# Comuna Przesmyki
Comuna Przesmyki este situată în partea nord-est a municipiului Siedlce, la periferiile de est ale voievodatului Mazovia, Polonia. Suprafața comunei este de 117,13 km², iar pe teritoriul ei locuiesc 3744 de persoane (2004). Din punct de vedere administrativ, comuna este compusă din 23 de sołectwo-uri. 